# Stručný všeobecný slovník věcný

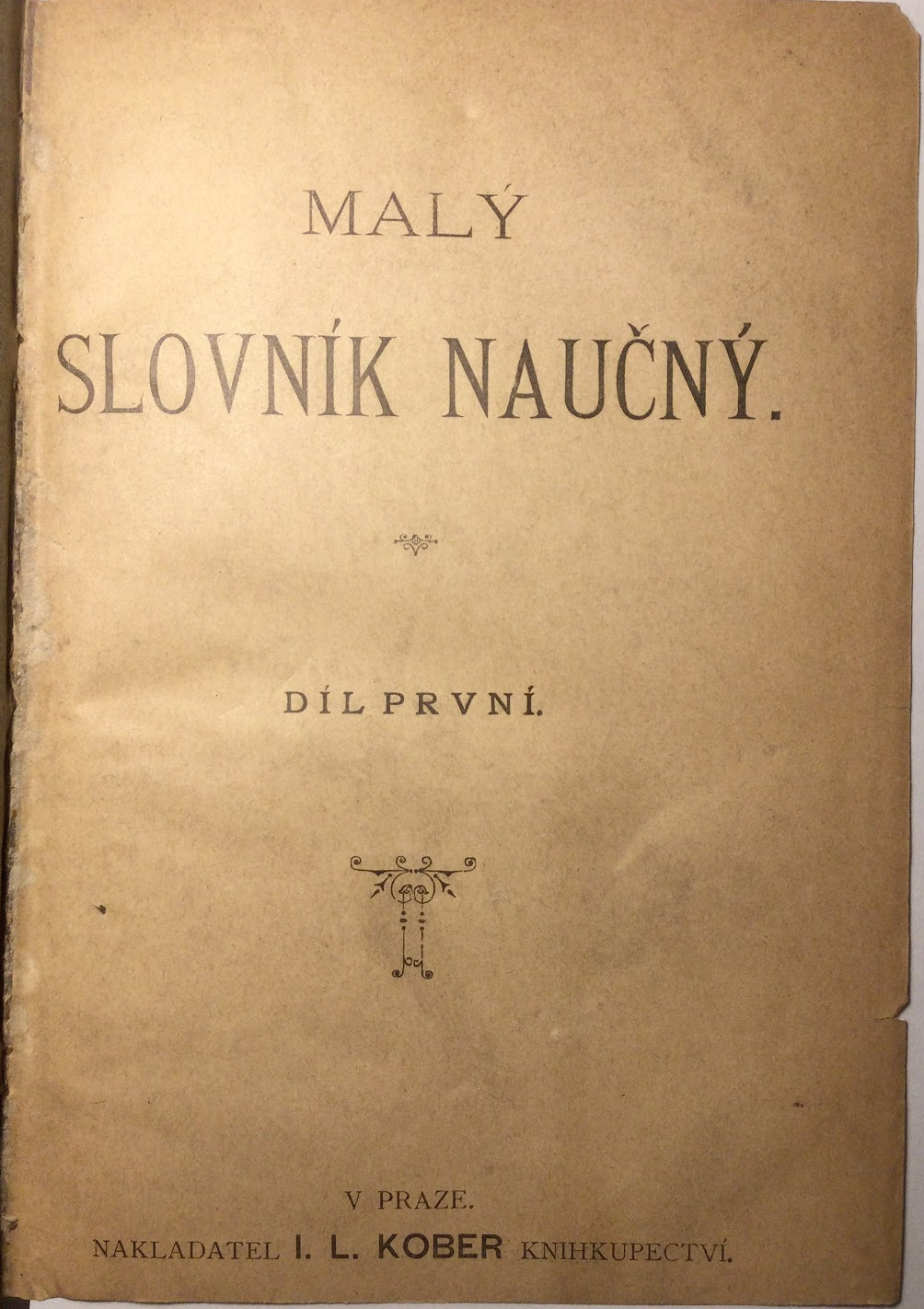
Druhá úvodní strana

Stručný všeobecný slovník věcný, někdy též Malý slovník naučný, je druhá česká encyklopedie, která byla vydaná v letech 1874 až 1885. 
Slovník vycházel v návaznosti na Riegerův slovník naučný a je s ním často srovnáván. Jakub Malý byl hlavním editorem obou slovníků. První díl tohoto slovníku vyšel 1874, tedy stejný rok jako poslední díl Riegerova slovníku. Tento slovník čerpá hodně materiálu z Riegerova slovníku včetně mnoha celých hesel a základního hesláře. Na rozdíl od něj se ale snaží o lepší přístupnost lidu, kratší obsah, zlepšit vyváženost oborů, přidat nové informace a vyhnout se moc podrobným vědeckým textům které občas byly v Riegerově slovníku protože nebylo moc lepších míst kde je publikovat. Oba slovníky také vydalo nakladatelství I. L. Kober.
Na konci každého svazku jsou doplňky k všem předcházejícím dílům. Ty jsou zároveň shrnuty i v osmém svazku. 
Jakub Malý se roku 1884, tedy ještě před vydáním poslední části tohoto slovníku stal hlavním editorem Ottova slovníku naučného. V této roli působil do své smrti roku 1885, kdy ho vystřídal Tomáš Masaryk.
V Malého doslovech většiny dílů se objevují nejčastěji dvě témata:
1. že má slovník malou prodejnost, za kterou může zčásti krach na vídeňské burze z roku 1873 ale ještě více netečnost Čechů k dílu.[Pozn 2]
2. slovník není jenom zkrácený Riegerův slovník naučný, jak o něm někteří tvrdí, ale je výrazněji aktualizovaný a úplnější a přepracovaný. A tudíž je užitečný i pro lidi co už Riegerův slovník vlastní.[Pozn 3]

## „Stručnost“
| „ | To svědectví pak sobě s dobrým svědomím dáti můžeme, že zbytečných řečí nikde nečiníme, a že slovník náš plným právem zasluhuje jmeno stručného. | “ |

## Ohlasy
| „              | Je na bíledni, že „Slovník naučný“ pro svou rozsáhlost a z této pocházející drahotu není každému přístupným. Byl tedy menší toho druhu slovník k šíření vzácných vědomostí, obsažených v onom, největší potřebou. Nahlédnuv v dosud vyšlé sešity „Stručného všeobecného slovníku věcného“ redigovaného p. Jakubem Malým, jsem toho přesvědčení, že dotknuté potřebě jím šťastně bude vyhověno. Neboť nejen, že v sobě zahrnuje všechny znamenitější články „Slovníku naučného“, opravuje a doplňuje je, jak toho postup času vyžaduje, ano přináší též zcela nové články, a uvádí jednotlivosti v patřičný souměr. Pročež neváhám, tento „Stručný všeobecný slovník věcný“ jakožto nevyhnutelnou příruční knihu obecenstvu vřele poroučeti. | “ |
| — Josef Wenzig | |   |

| „                        | „Slovník naučný“ zůstane významným pomníkem účinnosti, literární dospělosti a nakladatelské podnikavosti v národě našem. Avšak dílo tak příliš rozsáhlé a nákladné není přísutpno všem, jimž encyklopedický slovník jest potřebou v nynějšídh dobách již nezbytnou. Proto i jinde, na příklad v Němcích, nejslavnější podnikatelé konversačních slovníků, jako Brockhaus, Meyer a jiní, vydali vedle rozsáhlých děl také menší spisy toho druhu, v nichž jádro oněch stručně podáno jest. Bylať to tedy opravdu šťastná a prospěšná myšlénka, že vydavatelstvo „Slovníka naučného“ se uvázalo u vydávání menšího encyklopedického slovníka na základě velikého díla a vedením muže, který mnoholetou zkušeností nabyl té zručnosti, obezřetnosti a toho rozhledu, jichž dílo takové nevyhnutelně vymáhá. Soudě pak podle dosud vyšlých sešitů musím vyznati, že „Stručný všeobecný slovník věcný“ jak dle bohatosti obsahu svého tak i dle stručné formy směle po bok se postaviti může každému podobnému podniku cizojazyčnému, a za pravý vezdejší chléb naši literatury považovati se musí. A jakož dílo toto nemělo by scházeti u žádného vzdělance českého, tak rozšířením jeho v národě rozšíří se v tomto veliké množství užitečných vědomostí, které spůsobny jsou vésti jej dále n adráze duševního pokroku k cíli žádoucímu. Pročež neni pouhou frásí, řeknu-li, že odebíráním a rozšiřováním díla toho vykonává se povinnost vlastenecká. | “ |
| — Václav Bolemír Nebeský | |   |

## Přehled svazků
|   | Obsah             | Počet stran (slovník samý+ nečíslovnaý doslov+ reklama na další knihy) | Rok vydání | Poznámky |
| - | ----------------- | ---------------------------------------------------------------------- | ---------- | --- |
| 1 | A—Bzenec          | 781+6+0                                                                | 1874       | |
| 2 | C—Ezzelino        | 759+3+4                                                                | 1875       | |
| 3 | F—Chyžice         | 763+3+0                                                                | 1877       | |
| 4 | I—Mže             | 832+0+0                                                                | 1879       | |
| 5 | N—Quousque tandem | 663+3+4                                                                | 1880       | |
| 6 | R—Szujski         | 830+2+0                                                                | 1881       | |
| 7 | Š—Župan           | 712+2+4                                                                | 1882       | |
| 8 | Doplňky           | 936                                                                    | 1884       | Rozdělen na tři části, podle doby kdy doplňky přicházely. Takže při hledání hesla se člověk musí podívat do původního slovníku a pak na tři místa v doplňkovém svazku. |
| 9 | Rejstřík          | 284                                                                    | 1885       | |